# Colombia ai Giochi della XXXII Olimpiade
La Colombia ha partecipato ai Giochi della XXXII Olimpiade, che si sono svolti a Tokyo, Giappone, dal 23 luglio all'8 agosto 2021 (inizialmente previsti dal 24 luglio al 9 agosto 2020 ma posticipati per la pandemia di COVID-19) con una delegazione di 70 atleti impegnati in 18 discipline.

## Medaglie

### Medagliere per disciplina
| Sport             | Oro | Argento | Bronzo | Totale |
| ----------------- | --- | ------- | ------ | ------ |
| Atletica leggera  | 0   | 2       | 0      | 2      |
| Ciclismo          | 0   | 1       | 1      | 2      |
| Sollevamento pesi | 0   | 1       | 0      | 1      |
| Totale            | 0   | 4       | 1      | 5      |

### Medaglie d'argento
| Medaglia | Nome                 | Sport             | Evento                   |
| -------- | -------------------- | ----------------- | ------------------------ |
| Argento  | Anthony Zambrano     | Atletica leggera  | 400 metri piani maschili |
| Argento  | Mariana Pajón        | Ciclismo          | BMX femminile            |
| Argento  | Sandra Arenas        | Atletica leggera  | Marcia 20 km femminile   |
| Argento  | Luís Javier Mosquera | Sollevamento pesi | 67 kg maschile           |

### Medaglie di bronzo
| Medaglia | Nome           | Sport    | Evento       |
| -------- | -------------- | -------- | ------------ |
| Bronzo   | Carlos Ramírez | Ciclismo | BMX maschile |

## Delegazione
| Sport             | Uomini | Donne | Totale |
| ----------------- | ------ | ----- | ------ |
| Atletica leggera  | 17     | 9     | 26     |
| Ciclismo          | 7      | 2     | 9      |
| Equitazione       | 1      | -     | 1      |
| Ginnastica        | 1      | -     | 1      |
| Golf              | 1      | 1     | 2      |
| Judo              | -      | 1     | 1      |
| Lotta             | 3      | -     | 3      |
| Nuoto             | 1      | 1     | 2      |
| Nuoto artistico   | -      | 2     | 2      |
| Pugilato          | 4      | 2     | 6      |
| Scherma           | -      | 1     | 1      |
| Skateboard        | 1      | -     | 1      |
| Sollevamento pesi | 2      | 1     | 3      |
| Taekwondo         | 1      | 1     | 2      |
| Tennis            | 3      | 1     | 4      |
| Tiro              | 1      | -     | 1      |
| Tiro con l'arco   | 1      | 1     | 2      |
| Tuffi             | 3      | -     | 3      |
| Totale            | 47     | 23    | 70     |

## Risultati

### Atletica leggera
Maschile
Eventi su pista e strada
| Atleta | Evento       | Batteria  | Batteria  | Semifinale      | Semifinale      | Finale          | Finale          |
| Atleta | Evento       | Risultato | Posizione | Risultato       | Posizione       | Risultato       | Posizione       |
| --- | ------------ | --------- | --------- | --------------- | --------------- | --------------- | --------------- |
| Bernardo Baloyes                                                                                            | 200 m        | DNS       | DNS       | Non qualificato | Non qualificato | Non qualificato | Non qualificato |
| Jhon Alejandro Perlaza                                                                                      | 400 m        | 46"55     | 6º        | Non qualificato | Non qualificato | Non qualificato | Non qualificato |
| Anthony Zambrano                                                                                            | 400 m        | 44"87     | 1º Q      | 43"93           | 2º Q            | 44"08           |                 |
| Carlos Sanmartin                                                                                            | 3000 m siepi | 8'33"47   | 12º       | N.D.            | N.D.            | Non qualificato | Non qualificato |
| Carlos Lemos Diego Palomeque Raúl Mena Pedroza Jhon Alejandro Perlaza Jhon Alexander Solís Anthony Zambrano | 4×400 m      | 3'03"20   | 8ª        | N.D.            | N.D.            | Non qualificato | Non qualificato |
| Iván Darío González                                                                                         | Maratona     | N.D.      | N.D.      | N.D.            | N.D.            | DNF             | DNF             |
| Jeison Suárez                                                                                               | Maratona     | N.D.      | N.D.      | N.D.            | N.D.            | 2h13'29"        | 15º             |
| Éider Arévalo                                                                                               | Marcia 20 km | N.D.      | N.D.      | N.D.            | N.D.            | 1h24'10"        | 18º             |
| Jhon Alexander Castañeda                                                                                    | Marcia 20 km | N.D.      | N.D.      | N.D.            | N.D.            | 1h26'41"        | 27º             |
| Manuel Esteban Soto                                                                                         | Marcia 20 km | N.D.      | N.D.      | N.D.            | N.D.            | 1h23'32"        | 14º             |
| José Leonardo Montaña                                                                                       | Marcia 50 km | N.D.      | N.D.      | N.D.            | N.D.            | 3h53'50"        | 11º             |
| Diego Pinzón                                                                                                | Marcia 50 km | N.D.      | N.D.      | N.D.            | N.D.            | 3h57'54"        | 18º             |
| Jorge Armando Ruiz                                                                                          | Marcia 50 km | N.D.      | N.D.      | N.D.            | N.D.            | 3h55'30"        | 13º             |

Eventi su campo
| Atleta          | Evento           | Qualificazione | Qualificazione | Finale    | Finale    |
| Atleta          | Evento           | Risultato      | Posizione      | Risultato | Posizione |
| --------------- | ---------------- | -------------- | -------------- | --------- | --------- |
| Mauricio Ortega | Lancio del disco | 64,49          | 6º q           | 64,08     | 7º        |

Femminile
Eventi su pista e strada
| Atleta           | Evento         | Batteria  | Batteria  | Semifinale | Semifinale | Finale          | Finale          |
| Atleta           | Evento         | Risultato | Posizione | Risultato  | Posizione  | Risultato       | Posizione       |
| ---------------- | -------------- | --------- | --------- | ---------- | ---------- | --------------- | --------------- |
| Melissa González | 400 m ostacoli | 55"32     | 2ª Q      | 57"47      | 6ª         | Non qualificata | Non qualificata |
| Angie Orjuela    | Maratona       | N.D.      | N.D.      | N.D.       | N.D.       | 2h40'04"        | 55ª             |
| Sandra Arenas    | Marcia 20 km   | N.D.      | N.D.      | N.D.       | N.D.       | 1h29'37"        |                 |
| Yeseida Carrillo | Marcia 20 km   | N.D.      | N.D.      | N.D.       | N.D.       | DNF             | DNF             |
| Sandra Galvis    | Marcia 20 km   | N.D.      | N.D.      | N.D.       | N.D.       | 1h35'36"        | 25ª             |

Eventi su campo
| Atleta                | Evento                 | Qualificazione | Qualificazione | Finale          | Finale          |
| Atleta                | Evento                 | Risultato      | Posizione      | Risultato       | Posizione       |
| --------------------- | ---------------------- | -------------- | -------------- | --------------- | --------------- |
| Yosiris Urrutia       | Salto triplo           | 13,16          | 27ª            | Non qualificata | Non qualificata |
| Caterine Ibargüen     | Salto triplo           | 14,37          | 7ª q           | 14,25           | 10ª             |
| María Lucelly Murillo | Lancio del giavellotto | 54,98          | 27ª            | Non qualificata | Non qualificata |

Eventi multipli
| Atleta         | Evento    | 100 ost.  | Alto     | Peso      | 200 m     | Lungo    | Giav.     | 800 m       | Punteggio totale | Pos. |
| -------------- | --------- | --------- | -------- | --------- | --------- | -------- | --------- | ----------- | ---------------- | ---- |
| Evelis Aguilar | Eptathlon | 13"89 994 | 1,68 830 | 13,42 755 | 24"05 976 | 6,29 940 | 44,85 761 | 2'10"45 958 | 6214             | 14ª  |

### Ciclismo

#### Ciclismo su strada
| Atleta         | Evento                   | Tempo    | Posizione |
| -------------- | ------------------------ | -------- | --------- |
| Esteban Chaves | Corsa in linea maschile  | 6h15'38" | 45º       |
| Sergio Higuita | Corsa in linea maschile  | 6h21'46" | 81º       |
| Nairo Quintana | Corsa in linea maschile  | 6h21'46" | 69º       |
| Rigoberto Urán | Corsa in linea maschile  | 6h06'33" | 8º        |
| Rigoberto Urán | Cronometro maschile      | 57'18"69 | 8º        |
| Paula Patiño   | Corsa in linea femminile | 3'55"18  | 22ª       |

#### Ciclismo su pista
Velocità
| Atleta         | Evento            | Qualificazione    | Qualificazione | Round 1           | R1       | Round 2          | R2              | Round 3          | R3              | Quarti               | Semifinale           | Finale               | Finale          |
| Atleta         | Evento            | Tempo Velocità    | Pos.           | Avversario Tempo  | Tempo    | Avversario Tempo | Tempo           | Avversario Tempo | Tempo           | Avversario Risultato | Avversario Risultato | Avversario Risultato | Pos.            |
| -------------- | ----------------- | ----------------- | -------------- | ----------------- | -------- | ---------------- | --------------- | ---------------- | --------------- | -------------------- | -------------------- | -------------------- | --------------- |
| Kevin Quintero | Velocità maschile | 9"629 74,797 km/h | 16º Q          | Wakimoto P +0"084 | P +0"204 | Non qualificato  | Non qualificato | Non qualificato  | Non qualificato | Non qualificato      | Non qualificato      | Non qualificato      | Non qualificato |

Keirin
| Atleta         | Evento          | Round 1   | Ripescaggio | Round 2   | Semifinale | Finale    |
| Atleta         | Evento          | Posizione | Posizione   | Posizione | Posizione  | Posizione |
| -------------- | --------------- | --------- | ----------- | --------- | ---------- | --------- |
| Kevin Quintero | Keirin maschile | 3º R      | 2º Q        | 1º Q      | 6º FB      | 11º       |

#### BMX
Corsa
| Atleta           | Evento          | Quarti | Quarti    | Semifinale | Semifinale | Finale          | Finale          |
| Atleta           | Evento          | Punti  | Posizione | Punti      | Posizione  | Tempo           | Posizione       |
| ---------------- | --------------- | ------ | --------- | ---------- | ---------- | --------------- | --------------- |
| Vincent Pelluard | Corsa maschile  | 11     | 3º Q      | 17         | 6          | Non qualificato | Non qualificato |
| Carlos Ramírez   | Corsa maschile  | 14     | 4º Q      | 10         | 2º Q       | 3               |                 |
| Mariana Pajón    | Corsa femminile | 3      | 1ª Q      | 8          | 2ª Q       | 2               |                 |

#### Mountain biking
Maschile
| Atleta      | Evento        | Tempo   | Classifica |
| ----------- | ------------- | ------- | ---------- |
| Diego Arias | Cross-country | 1h35'13 | 31º        |

### Equitazione

#### Salto ostacoli
| Atleta        | Cavallo      | Evento      | Qualificazione | Qualificazione | Finale          | Finale          | Jump-off        | Jump-off        |
| Atleta        | Cavallo      | Evento      | Penalità       | Pos.           | Penalità        | Pos.            | Penalità        | Pos.            |
| ------------- | ------------ | ----------- | -------------- | -------------- | --------------- | --------------- | --------------- | --------------- |
| Roberto Terán | Dez' Ooktoff | Individuale | 9,00           | 47º            | Non qualificato | Non qualificato | Non qualificato | Non qualificato |

### Ginnastica

#### Trampolino elastico
| Atleta          | Evento              | Qualificazione | Qualificazione | Finale          | Finale          |
| Atleta          | Evento              | Punti          | Posizione      | Punti           | Posizione       |
| --------------- | ------------------- | -------------- | -------------- | --------------- | --------------- |
| Ángel Hernández | Trampolino maschile | 105.930        | 9º             | Non qualificato | Non qualificato |

### Golf
| Atleta          | Torneo    | Round 1   | Round 2   | Round 3   | Round 4   | Totale    | Totale | Totale    |
| Atleta          | Torneo    | Punteggio | Punteggio | Punteggio | Punteggio | Punteggio | Par    | Posizione |
| --------------- | --------- | --------- | --------- | --------- | --------- | --------- | ------ | --------- |
| Sebastián Muñoz | Maschile  | 67        | 69        | 66        | 67        | 269       | –15    | 4º        |
| Mariajo Uribe   | Femminile | 73        | 77        | 70        | 70        | 290       | +6     | 49ª       |

### Judo
| Atleta      | Evento          | Preliminari          | 16-esimi             | Ottavi               | Quarti               | Semifinali           | Ripescaggio          | Finale               | Pos.            |
| Atleta      | Evento          | Avversario Punteggio | Avversario Punteggio | Avversario Punteggio | Avversario Punteggio | Avversario Punteggio | Avversario Punteggio | Avversario Punteggio | Pos.            |
| ----------- | --------------- | -------------------- | -------------------- | -------------------- | -------------------- | -------------------- | -------------------- | -------------------- | --------------- |
| Luz Álvarez | 48 kg femminile | Rishony P 00–10      | Non qualificata      | Non qualificata      | Non qualificata      | Non qualificata      | Non qualificata      | Non qualificata      | Non qualificata |

### Lotta
Libera
| Atleta           | Evento         | Ottavi               | Quarti               | Semifinali           | Ripescaggio          | Finale / FB          | Pos. |
| Atleta           | Evento         | Avversario Risultato | Avversario Risultato | Avversario Risultato | Avversario Risultato | Avversario Risultato | Pos. |
| ---------------- | -------------- | -------------------- | -------------------- | -------------------- | -------------------- | -------------------- | ---- |
| Óscar Tigreros   | 57 kg maschile | Kumar P 1–4          | Non qualificato      | Non qualificato      | Vangelov P 0–5       | Non qualificato      | 10º  |
| Carlos Izquierdo | 86 kg maschile | Amine P 1–4          | Non qualificato      | Non qualificato      | Non qualificato      | Non qualificato      | 12º  |

Greco-romana
| Atleta       | Evento         | Ottavi               | Quarti               | Semifinali           | Ripescaggio          | Finale               | Pos. |
| Atleta       | Evento         | Avversario Risultato | Avversario Risultato | Avversario Risultato | Avversario Risultato | Avversario Risultato | Pos. |
| ------------ | -------------- | -------------------- | -------------------- | -------------------- | -------------------- | -------------------- | ---- |
| Julián Horta | 67 kg maschile | Reza P 0–4           | Non qualificato      | Non qualificato      | Stäbler P 0–4        | Non qualificato      | 17º  |

### Nuoto
| Atleta          | Evento                      | Batterie | Batterie  | Semifinali      | Semifinali      | Finale          | Finale          |
| Atleta          | Evento                      | Tempo    | Posizione | Tempo           | Posizione       | Tempo           | Posizione       |
| --------------- | --------------------------- | -------- | --------- | --------------- | --------------- | --------------- | --------------- |
| Jorge Murillo   | 100 m rana maschili         | 1'00"62  | 31º       | Non qualificato | Non qualificato | Non qualificato | Non qualificato |
| Jorge Murillo   | 200 m rana maschili         | 2'13"46  | 30º       | Non qualificato | Non qualificato | Non qualificato | Non qualificato |
| Isabella Arcila | 50 m stile libero femminili | 25"41    | 27ª       | Non qualificata | Non qualificata | Non qualificata | Non qualificata |
| Isabella Arcila | 100 m dorso femminili       | 1'02"28  | 32ª       | Non qualificata | Non qualificata | Non qualificata | Non qualificata |

### Nuoto artistico
| Atleta                          | Evento | Programma tecnico | Programma tecnico | Programma libero (preliminari) | Programma libero (preliminari) | Programma libero (preliminari) | Programma libero (finale) | Programma libero (finale) | Programma libero (finale) |
| Atleta                          | Evento | Punti             | Classifica        | Punti                          | Punti totali                   | Classifica                     | Punti                     | Punti totali              | Classifica                |
| ------------------------------- | ------ | ----------------- | ----------------- | ------------------------------ | ------------------------------ | ------------------------------ | ------------------------- | ------------------------- | ------------------------- |
| Estefanía Álvarez Monica Arango | Duo    | 82,0526           | 18ª               | 81,9667                        | 164,0193                       | 18ª                            | Non qualificate           | Non qualificate           | Non qualificate           |

### Pugilato
| Atleta            | Evento                     | 16-esimi             | Ottavi               | Quarti               | Semifinali           | Finale               | Pos.            |
| Atleta            | Evento                     | Avversario Punteggio | Avversario Punteggio | Avversario Punteggio | Avversario Punteggio | Avversario Punteggio | Pos.            |
| ----------------- | -------------------------- | -------------------- | -------------------- | -------------------- | -------------------- | -------------------- | --------------- |
| Yuberjen Martínez | Pesi mosca maschile        | Mahommed V 5–0       | Panghal V 4–1        | Tanaka P 1–4         | Non qualificato      | Non qualificato      | Non qualificato |
| Ceiber Ávila      | Pesi piuma maschile        | Al-Wadi V 5–0        | Mulenga V 3–2        | Takyi P 2–3          | Non qualificato      | Non qualificato      | Non qualificato |
| Jorge Vivas       | Pesi mediomassimi maschile | Whittaker P 1–4      | Non qualificato      | Non qualificato      | Non qualificato      | Non qualificato      | Non qualificato |
| Cristian Salcedo  | Pesi supermassimi maschile | Bye                  | Pero P 0–5           | Non qualificato      | Non qualificato      | Non qualificato      | Non qualificato |
| Ingrit Valencia   | Pesi mosca femminile       | Bye                  | Kom V 3–2            | Namiki P 0–5         | Non qualificata      | Non qualificata      | Non qualificata |
| Yeni Arias        | Pesi piuma femminile       | Bye                  | Petrova V 3–2        | Petecio P 0–5        | Non qualificata      | Non qualificata      | Non qualificata |

### Scherma
| Atleta           | Evento                         | 32-esimi             | 16-esimi             | Ottavi               | Quarti               | Semifinali           | Finale / FB          | Pos.            |
| Atleta           | Evento                         | Avversario Punteggio | Avversario Punteggio | Avversario Punteggio | Avversario Punteggio | Avversario Punteggio | Avversario Punteggio | Pos.            |
| ---------------- | ------------------------------ | -------------------- | -------------------- | -------------------- | -------------------- | -------------------- | -------------------- | --------------- |
| Saskia van Erven | Fioretto individuale femminile | Bye                  | Zagidullina P 8–15   | Non qualificata      | Non qualificata      | Non qualificata      | Non qualificata      | Non qualificata |

### Skateboard
| Atleta              | Evento          | Qualificazione | Qualificazione | Finale          | Finale          |
| Atleta              | Evento          | Punteggio      | Pos.           | Punteggio       | Pos.            |
| ------------------- | --------------- | -------------- | -------------- | --------------- | --------------- |
| Jhancarlos González | Street maschile | 23,57          | 15º            | Non qualificato | Non qualificato |

### Sollevamento pesi
| Atleta               | Evento          | Strappo   | Strappo    | Slancio   | Slancio    | Totale | Classifica |
| Atleta               | Evento          | Risultato | Classifica | Risultato | Classifica | Totale | Classifica |
| -------------------- | --------------- | --------- | ---------- | --------- | ---------- | ------ | ---------- |
| Luís Javier Mosquera | 67 kg maschile  | 151       | 1º         | 180       | 2º         | 331    |            |
| Brayan Rodallegas    | 81 kg maschile  | 163       | 5º         | 196       | 5º         | 359    | 5º         |
| Mercedes Pérez       | 64 kg femminile | 101       | 5ª         | 126       | 5ª         | 227    | 4ª         |

### Taekwondo
| Atleta          | Evento          | Qualificazioni       | Ottavi               | Quarti               | Semifinali           | Ripescaggio          | Finale / FB          | Pos.            |
| Atleta          | Evento          | Avversario Punteggio | Avversario Punteggio | Avversario Punteggio | Avversario Punteggio | Avversario Punteggio | Avversario Punteggio | Pos.            |
| --------------- | --------------- | -------------------- | -------------------- | -------------------- | -------------------- | -------------------- | -------------------- | --------------- |
| Jefferson Ochoa | 58 kg maschile  | N.D.                 | Hadipour P 19–22     | Non qualificato      | Non qualificato      | Non qualificato      | Non qualificato      | Non qualificato |
| Andrea Ramírez  | 49 kg femminile | Bye                  | Tomić V 25–5         | Yıldırım P 30–31     | Non qualificata      | Non qualificata      | Non qualificata      | Non qualificata |

### Tennis
| Atleta                            | Evento              | 32-esimi             | 16-esimi                          | Ottavi                       | Quarti                             | Semifinali           | Finale               | Pos.            |
| Atleta                            | Evento              | Avversario Punteggio | Avversario Punteggio              | Avversario Punteggio         | Avversario Punteggio               | Avversario Punteggio | Avversario Punteggio | Pos.            |
| --------------------------------- | ------------------- | -------------------- | --------------------------------- | ---------------------------- | ---------------------------------- | -------------------- | -------------------- | --------------- |
| Daniel Elahi Galán                | Singolare maschile  | Safwat V (7–5, 6–1)  | Zverev P (6–2, 6–2)               | Non qualificato              | Non qualificato                    | Non qualificato      | Non qualificato      | Non qualificato |
| Juan Sebastián Cabal Robert Farah | Doppio maschile     | N.D.                 | Carreño / Davidovich V (6–2, 6–4) | Marach / Oswald V (6–4, 6–1) | Daniell / Venus P (3–6, 6–3, 7–10) | Non qualificati      | Non qualificati      | Non qualificati |
| María Camila Osorio               | Singolare femminile | Golubic P (4–6, 1–6) | Non qualificata                   | Non qualificata              | Non qualificata                    | Non qualificata      | Non qualificata      | Non qualificata |

### Tiro a segno/volo
| Atleta               | Evento                           | Qualificazione | Qualificazione | Finale          | Finale          |
| Atleta               | Evento                           | Punteggio      | Classifica     | Punteggio       | Classifica      |
| -------------------- | -------------------------------- | -------------- | -------------- | --------------- | --------------- |
| Bernardo Tobar Prado | Pistola 25 m automatica maschile | 546            | 26º            | Non qualificato | Non qualificato |

### Tiro con l'arco
| Atleta                         | Evento                | Classificazione | Classificazione | 32-esimi             | 16-esimi             | Ottavi               | Quarti               | Semifinali           | Finale / FB          | Pos.            |
| Atleta                         | Evento                | Punteggio       | Pos.            | Avversario Punteggio | Avversario Punteggio | Avversario Punteggio | Avversario Punteggio | Avversario Punteggio | Avversario Punteggio | Pos.            |
| ------------------------------ | --------------------- | --------------- | --------------- | -------------------- | -------------------- | -------------------- | -------------------- | -------------------- | -------------------- | --------------- |
| Daniel Pineda                  | Individuale maschile  | 639             | 58º             | Wei Sx P 0–6         | Non qualificato      | Non qualificato      | Non qualificato      | Non qualificato      | Non qualificato      | Non qualificato |
| Valentina Acosta               | Individuale femminile | 627             | 50ª             | Bettles P 4–6        | Non qualificata      | Non qualificata      | Non qualificata      | Non qualificata      | Non qualificata      | Non qualificata |
| Daniel Pineda Valentina Acosta | Squadra mista         | 1266            | 26ª             | N.D.                 | N.D.                 | Non qualificata      | Non qualificata      | Non qualificata      | Non qualificata      | Non qualificata |

### Tuffi
| Atleta                    | Evento                    | Preliminari | Preliminari | Semifinale | Semifinale | Finale          | Finale          |
| Atleta                    | Evento                    | Punti       | Classifica  | Punti      | Classifica | Punti           | Classifica      |
| ------------------------- | ------------------------- | ----------- | ----------- | ---------- | ---------- | --------------- | --------------- |
| Sebastián Morales         | Trampolino 3 m maschile   | 400.85      | 15º Q       | 324.95     | 18º        | Non qualificato | Non qualificato |
| Daniel Restrepo           | Trampolino 3 m maschile   | 411.50      | 14º Q       | 329.30     | 17º        | Non qualificato | Non qualificato |
| Sebastián Villa Castañeda | Piattaforma 10 m maschile | 407,30      | 10º Q       | 341,40     | 18º        | Non qualificato | Non qualificato |